# Marruecos en los Juegos Olímpicos de Tokio 2020
Marruecos estuvo representado en los Juegos Olímpicos de Tokio 2020 por un total de 50 deportistas, 33 hombres y 17 mujeres, que compitieron en 17 deportes.
Los portadores de la bandera en la ceremonia de apertura fueron el surfista Ramzi Boujiam y la boxeadora Umaima Belahbib.

## Medallistas
El equipo olímpico marroquí obtuvo las siguientes medallas:
| Nombre            | Deporte   | Competición         |
| ----------------- | --------- | ------------------- |
| Oro               |           |                     |
| Sufian El Bakkali | Atletismo | 3000 m obstáculos M |
| Plata             |           |                     |
| —                 |           |                     |
| Bronce            |           |                     |
| —                 |           |                     |